# Polycope vasfiensis
Polycope vasfiensis is een mosselkreeftjessoort uit de familie van de Polycopidae. De wetenschappelijke naam van de soort is voor het eerst geldig gepubliceerd in 1972 door Sissingh.